# タンク・レジャー
ジョー・スピバク（Joe Spivak）は、アメリカ合衆国イリノイ州ダリエン出身のプロレスラー。WWEにてタンク・レジャー（Tank Ledger）のリングネームで所属。

## 経歴
ノースウェスタン大学ではアメリカンフットボールのディフェンシブタックルとしてプレーし、2021年のシトラスボウルに出場した。
大学卒業後にWWEパフォーマンスセンターでトレーニングを開始。2022年10月14日のWWE NXTレベルアップでデビューした。
2024年12月14日にリアリティ・オブ・レスリングでハンク・ウォーカーとタッグを組み、ROWタッグチーム王座を戴冠した。
2025年3月4日、ROWタッグチーム王座から陥落。4月15日のNXTにて、ウォーカーとのタッグで5チームによるガントレットマッチに勝利し、NXTタッグチーム王座への挑戦権を獲得。19日のPPV『スタンド&デリバー』でネイサン・フレイジャー、アクシオムに勝利し、王座を初戴冠した。

## 獲得タイトル
WWE
- NXTタッグチーム王座：1回

w / ハンク・ウォーカー
リアリティ・オブ・レスリング
- ROWタッグチーム王座：1回

ハンク・ウォーカー